# 巴征郡
巴征郡，中国十六国成汉时设置的郡。
成汉在梁州置巴征郡，治所不详，在上庸郡附近。李雄在位时，梓潼郡、建平郡、漢固郡三郡蛮巴曾经归降于石勒。李寿在位时，以建宁郡、上庸郡、汉固郡、巴征郡、梓潼郡五郡降于石虎。东晋灭亡成汉后，废除巴征郡。